# Janice (Muppet)
Janice is een handpop uit de Brits/Amerikaanse poppenserie The Muppet Show. Met haar blonde haar, lange wimpers en grote lippen is ze een van de weinige vrouwelijke personages uit de show. Haar naam is een eerbetoon aan Janis Joplin.
Ze werd ontworpen voor de rol van gitariste van de rockband The Electric Mayhem, maar men kent haar daarnaast vooral als een onkundige, bijdehante verpleegster in Veterinarian's Hospital: een terugkerende parodie op ziekenhuis-dramaseries. Samen met Dr. Bob en zuster Piggy maakte ze de meest foute woordgrappen.

## Poppenspelers
Eren Özker verzorgde de stem en het poppenspel van Janice gedurende het eerste seizoen van The Muppet Show. Na Özkers vertrek nam Richard Hunt de deze taak voor zijn rekening. Dit bleef hij doen tot zijn dood in 1992, waarna het personage lange tijd niet meer werd gebruikt in Muppet-producties. In 2002 verscheen ze voor het eerst weer: in de televisiefilm It's a Very Merry Muppet Christmas Movie werd ze gespeeld door Brian Henson. Sinds enkele jaren is David Rudman aangesteld als de vaste speler van het personage.

## De Nederlandse stem
De Nederlandse stem van Janice is Anneke Beukman in The Muppets, Muppets Most Wanted, Muppets Now en Muppets Haunted Mansion.